# College Europa FC
A College Europa Football Club (röviden: Europa FC) egy félprofi labdarúgócsapat, amelyet 1925-ben alapítottak Gibraltárban. A klub hét bajnoki címet szerzett, és ötször volt kupagyőztes. Mérkőzéseit a Victoria Stadionban játssza (ahol a bajnokság többi csapata is).

## Sikerei
- Gibraltári Premier Division (7):

1928–29, 1929–30, 1931–32, 1932–33, 1937–38, 1951–52, 2016-17
- Rock Cup (7):1938, 1946, 1950, 1951, 1952, 2017, 2017-18, 2019

## Stadion
Mint a többi gibraltári klub, a Lincoln is osztozik a 2,000 férőhelyes Victoria Stadionon.

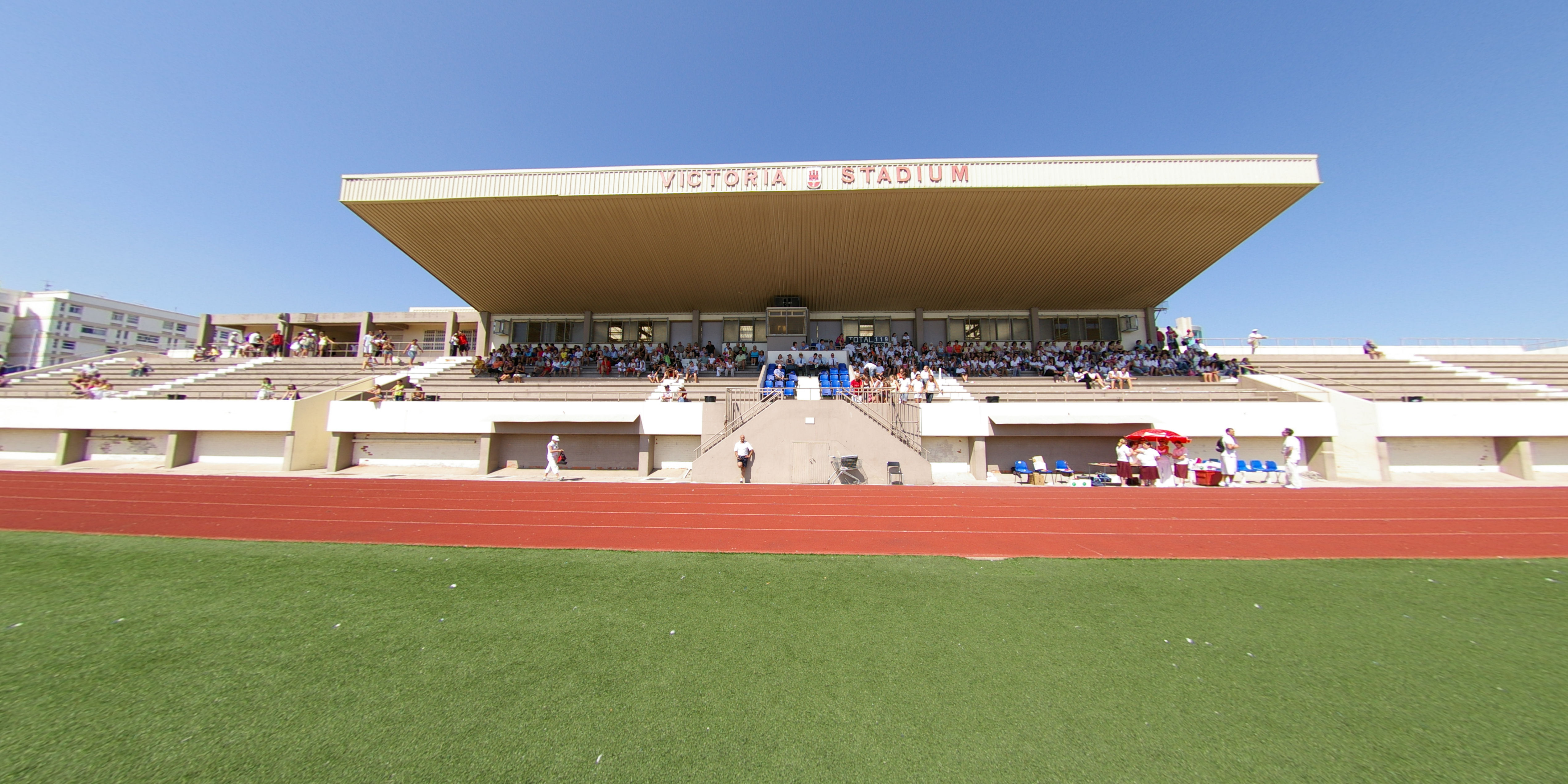
Victoria Stadion

## Nemzetközi szereplés

### Mérkőzések
| Szezon  | Nemzetközi kupa | Kör | Klub                 | Hazai | Vendég | Összesített |  |
| ------- | --------------- | --- | -------------------- | ----- | ------ | ----------- |  |
| 2014–15 | Európa-liga     | 1Q  | FC Vaduz             | 0–1   | 0–3    | 0–4         |  |
| 2015–16 | Európa-liga     | 1Q  | ŠK Slovan Bratislava | 0–6   | 0–3    | 0–9         |  |
| 2016–17 | Európa-liga     | 1Q  | FA Pjunik Jerevan    | 2–0   | 1–2    | 3–2         |  |
| 2016–17 | Európa-liga     | 2Q  | AIK Fotboll          | 0–1   | –      | –           |  |

Megjegyzés
- 1Q: 1. selejtezőkör
- 2Q: 2. selejtezőkör

## Jelenlegi keret
2016 július 7.
| #  |     | Poszt | Név               |
| -- | --- | ----- | ----------------- |
| 1  | ESP | K     | Javi Munoz        |
| 3  | GIB | V     | Lance Cabezutto   |
| 5  | RUS | KP    | Kirill Trofimenko |
| 6  | ESP | KP    | Ivan Moya         |
| 7  | ESP | KP    | Toni              |
| 8  | ESP | KP    | Félix Lopez       |
| 9  | ESP | CS    | Pedro Carrion     |
| 10 | ESP | CS    | Eloy Villodres    |
| 11 | ESP | CS    | Copi              |
| 12 | GIB | K     | Jake Victor       |

| #  |     | Poszt | Név              |
| -- | --- | ----- | ---------------- |
| 13 | ENG | K     | Mathew Cafer     |
| 14 | ESP | V     | Jesus Toscano    |
| 17 | ESP | CS    | Guillermo Roldán |
| 18 | ESP | KP    | Álex Quillo      |
| 19 | ESP | CS    | Joselinho        |
| 21 | ESP | V     | Alex Vázquez     |
| 22 | ITA | KP    | Martin Belfortti |
| 24 | ESP | KP    | Karim Piñero     |
| 40 | ESP | V     | Alberto Merino   |

Kölcsönben
| #  |               | Poszt | Név               |
| -- | ------------- | ----- | ----------------- |
| 24 | Spanyolország | KP    | Juan José Bezares |

## Külső hivatkozások
- Official Website
- College Europa FC a Twitteren
- College Europa FC at UEFA.com